# Chlorophorus semiformosus
Chlorophorus semiformosus là một loài bọ cánh cứng trong họ Cerambycidae.